# Paul John Flory
Paul John Flory (19. června 1910, Sterling, USA – 8. září 1985) byl americký chemik. V roce 1974 dostal Nobelovu cenu za významné teoretické poznatky i praktické poznatky ve fyzikálně-chemických vlastnostech makromolekul.

## Životopis
Vysokoškolsky se vzdělal P. J. Flory na dvou univerzitách: Manchester College a Ohijské státní univerzitě. Po dostudování pracoval ve firmě DuPont Wilmington, kde se zkoumal syntetické vlákna kaučuku a jiných polymerů. Dále dělal na univerzitě v Cincinnati a u Standard Oil Development Co. Učil chemii na Cornellově univerzitě v Ithace a byl vedoucím výzkumu na Mellonově ústavu v Pittsburghu. Profesorem se stal také na univerzitě ve Stanfordu v Kalifornii.

## Vědecká činnost
Vědecké dílo P. J. Floryho prostupuje komplet fyzikální chemii polymerů. Často je Floryho jméno slyšet ve fyzikálních pojmech, v rovnicích i ve fyzikální teorii: Floryho distribuce molekulových vah, Floryho-Hugginsova rovnice pro volnou energii míšení, Floryho viskozitní konstanta atd. Velice důležitým se stal příspěvek Floryho k termodynamice polymerních roztoků. Roku 1942 zveřejnil rovnici pro směšovací volnou energii roztoků polymerů, která je základem oboru. Vysvětlil teorii separace v amorfní soustavě polymer-kapalina a našel rovnice pro závislost teploty tání krystalického polymeru na molekulové váze, na složení kopolymeru a na obsahu zřeďovadla. Napsal řadu významných publikací, mezi které patří „Statistická mechanika řetězových molekul,“ která je důležitá v moderní konformační a konfigurační statistice lineárních polymerů. Za svou vědeckou práci, vedoucí k vylepšení makromolekulární vědy obdržel Flory hodně vyznamenání a poct. Nobelova cena za rok 1974 se stala jejich vyvrcholením, jakož i uznáním velkého přínosu jeho práce v makromolekulární vědě i lidskému poznání.